# I Got You (canción de Nick Carter)
«I Got You» es el tercer y último sencillo lanzado por Nick Carter de su álbum debut Now or Never, después del mal desempeño de su sencillo anterior Jive le permite lanzar un nuevo sencillo con la esperanza de retomar el éxito obtenido con Help Me, aunque no tuvo una gran recepción por parte del público logró posicionar en algunas Charts europeos, la mejor posición obtenida fue en Italia llegando al Lugar #34.

## Video musical
Fue dirigido por Chris Applebaum, Nick Carter se encuentra gobernando una Corbeta junto a su novia rumbo al Caribe (región), luego se les ve chapoteando en la playa para finalizar con un atardecer.

## Sencillos
CD Promocional
1. «I Got You»

Europa parte 1
1. «I Got You»
2. «Rockstar Baby»

Europa parte 2
1. «I Got You»
2. «Is It Saturday Yet?»
3. «Rockstar Baby»
4. «I Got You» [Music Video]

Ver Video musical: http://www.youtube.com/watch?v=NKsK_acrxHc